# Gaio (jurisconsulto)
Caio (/ˈɡeɪəs/; fl. 130–180 a.C.) foi um célebre romano jurista. Os estudiosos sabem muito pouco sobre sua vida pessoal. É impossível descobrir até mesmo seu nome completo, Gaio ou Caio sendo apenas seu nome pessoal (praenomen). Como acontece com seu nome, é difícil determinar a duração de sua vida, mas é seguro presumir que ele viveu de 110 d.C. até pelo menos 179 d.C., uma vez que escreveu sobre a legislação aprovada naquela época.
A partir de evidências internas em suas obras, pode-se concluir que ele floresceu nos reinados dos imperadores Adriano, Antonino Pio, Marco Aurélio e Cômodo. Suas obras foram assim compostas entre os anos 130 e 180. Após sua morte, porém, seus escritos foram reconhecidos como de grande autoridade, e o imperador Teodósio II o nomeou na Lei das Citações, junto com Papiniano, Ulpiano, Herennius Modestinus e Julius Paulus Prudentissimus, como um dos cinco juristas cujas opiniões deviam ser seguidas pelos oficiais de justiça na decisão dos casos. As obras desses juristas, portanto, tornaram-se as fontes mais importantes do direito romano.
Além das Institutas, que são uma exposição completa dos elementos do direito romano, Gaio foi o autor de um tratado sobre os Editos dos Magistrados, Comentários sobre as Doze Tábuas e sobre a importante Lex Papia Poppaea, e várias outras obras. Seu interesse pelas antiguidades do direito romano é evidente e, por essa razão, sua obra é muito valiosa. Nas disputas entre as duas escolas de juristas romanos, ele geralmente se ligava à dos sabinianos, que se dizia serem seguidores de Ateius Capito, de cuja vida temos algum relato nos Anais de Tácito, e para defender uma adesão estrita, tanto quanto possível, às regras antigas e para resistir à inovação. Muitas citações das obras de Gaio aparecem no Digest, criado por Triboniano sob a direção de Justiniano I, e assim adquiriu um lugar permanente no sistema de direito romano; ao passo que uma comparação das institutas de Justiniano com os de Gaio mostra que todo o método e arranjo da obra posterior foram copiados dos anteriores, e muitas passagens são iguais, palavra por palavra. O Digest e as Institutas de Justiniano fazem parte do Corpus Juris Civilis. Provavelmente, durante a maior parte do período de três séculos decorrido entre Gaio e Justiniano, suas institutas foram o livro-texto familiar para todos os estudantes de direito romano.

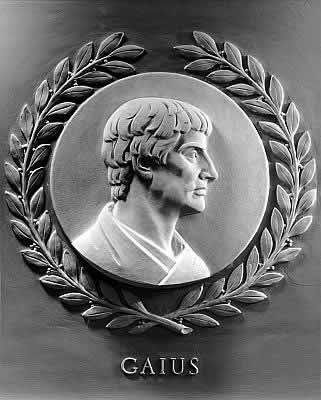
Baixo-relevo de Gaio da Câmara dos Representantes dos EUA

## AsInstitutasde Gaio
As Institutas de Gaio, escritos por volta do ano 161 d.C., eram um livro introdutório às instituições jurídicas dividido em quatro livros: o primeiro tratando de pessoas e as diferenças de status que elas podem ocupar perante a lei; a segunda das coisas e os modos pelos quais os direitos sobre elas podem ser adquiridos, incluindo a lei relativa aos testamentos; a terceira de sucessão e de obrigações; e a quarta das ações e suas formas.
Outra circunstância que torna a obra de Gaio mais interessante para o estudante histórico do que a de Justiniano, é que Gaio viveu numa época em que as ações eram julgadas pelo sistema de fórmulas, ou instruções formais dadas pelo pretor antes de quem o caso surgiu, ao judex a quem ele se referiu. Sem um conhecimento dos termos dessas fórmulas é impossível resolver a questão mais interessante da história do direito romano e mostrar como as regras rígidas peculiares à antiga lei de Roma foram modificadas pelo que foi chamado de jurisdição equitativa dos pretores e tornadas aplicáveis a novas condições, e harmonizados com as noções e necessidades de uma sociedade mais desenvolvida. É claro pelas evidências de Gaio que esse resultado foi obtido, não por um conjunto independente de tribunais administrando, como na Inglaterra anterior aos Judicature Acts, um sistema diferente daquele dos tribunais comuns, mas pela manipulação das fórmulas. No tempo de Justiniano o trabalho estava completo e o sistema de formulários havia desaparecido.
A obra foi perdida para estudiosos modernos, até que, em 1816, um palimpsesto foi descoberto por B. G. Niebuhr na biblioteca do capítulo de Verona, no qual algumas das obras de São Jerônimo foram escritas sobre alguns escritos anteriores, que provaram ser os perdidos trabalho de Gaio. A maior parte do palimpsesto, entretanto, foi decifrada com a ajuda de August von Bethmann-Hollweg, e o texto agora está razoavelmente completo. Mais recentemente, dois conjuntos de fragmentos de papiro foram encontrados. A descoberta da obra de Gaio lançou uma luz sobre porções da história do direito romano que antes eram mais obscuras. Muitas das informações históricas fornecidas por Gaio estão faltando nas compilações de Justiniano e, em particular, no relato das antigas formas de procedimento nas ações. Nessas formas, podem ser traçados "sobreviventes" dos tempos mais primitivos, que fornecem à ciência do direito comparado ilustrações valiosas, que podem explicar as estranhas formas de procedimento legal encontradas em outros sistemas primitivos.
Existem várias edições das Institutas, começando com a editio princeps de IFL Göschen (Berlim, 1820). O autor da Encyclopædia Britannica de 1911 recomenda a edição em inglês de Edward Poste publicada em 1885, que inclui uma tradução em inglês e comentários abundantes. As edições mais recentes incluem E. Seckel e B. Kuebler (8ª edição; Leipzig, 1939); Francis de Zulueta, contendo seu próprio texto em latim com tradução e comentário em inglês (1946); e W. M. Gordon e O. F. Robinson (Londres, 1988), com uma tradução para o inglês e o texto em latim de Seckel e Kuebler. Uma comparação das primeiras formas de acção mencionado por Caio com os utilizados por outras sociedades primitivas será encontrada em Early Institutions de Sir Henry Maine, capítulo 9.

## Citação
“A lei é o que o povo ordena e estabelece”, Institutiones, 1.2.3.